# Casque Modèle 1951

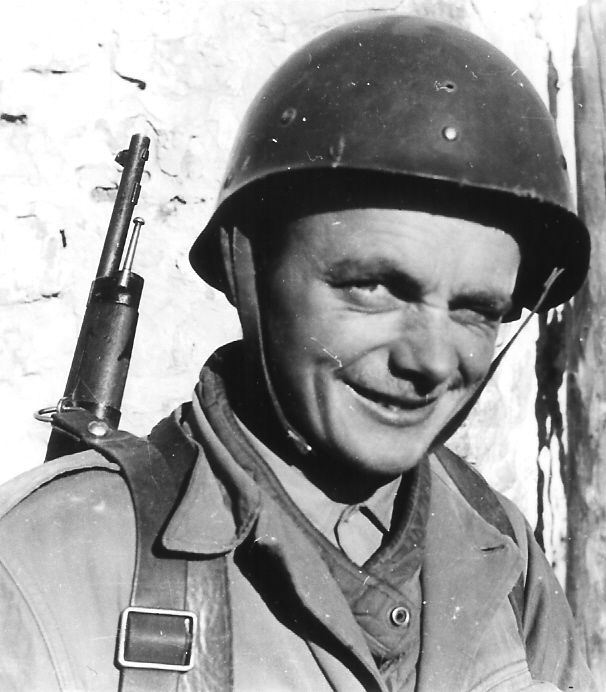
Un appelé du contingent en Algérie dans l’infanterie équipé d'un fusil Lebel R35 et coiffé d'un casque Modèle 1951.

Le casque modèle 1951 est un ancien casque militaire utilisé par l'armée française (armée, marine, armée de l'air et gendarmerie). Il a été emblématique de la guerre d'Algérie. Il a remplacé une série de casques utilisés pendant la Seconde Guerre mondiale, notamment le casque modèle 1945 et le casque M1.
Le Modèle 1951 était conçu pour avoir la même forme générale que le casque américain M1, dans un effort de standardisation au sein de l'OTAN. Les deux diffèrent cependant, car le M1 a une plus longue visière et une pente vers le bas plus prononcée sur les côtés.
Il comprend une couverture extérieure épaisse, constituée d'un alliage amagnétique en acier au manganèse de 1,2 mm d'épaisseur, et d'un casque intérieur plus léger.
Le Modèle 1951 fut produit jusqu'en 1976, avant d'être remplacé par le casque modèle 1978. Il est néanmoins demeuré en service jusque dans les années 1980, et même 1990 dans l'armée de l'air comme à l'EAA 609.

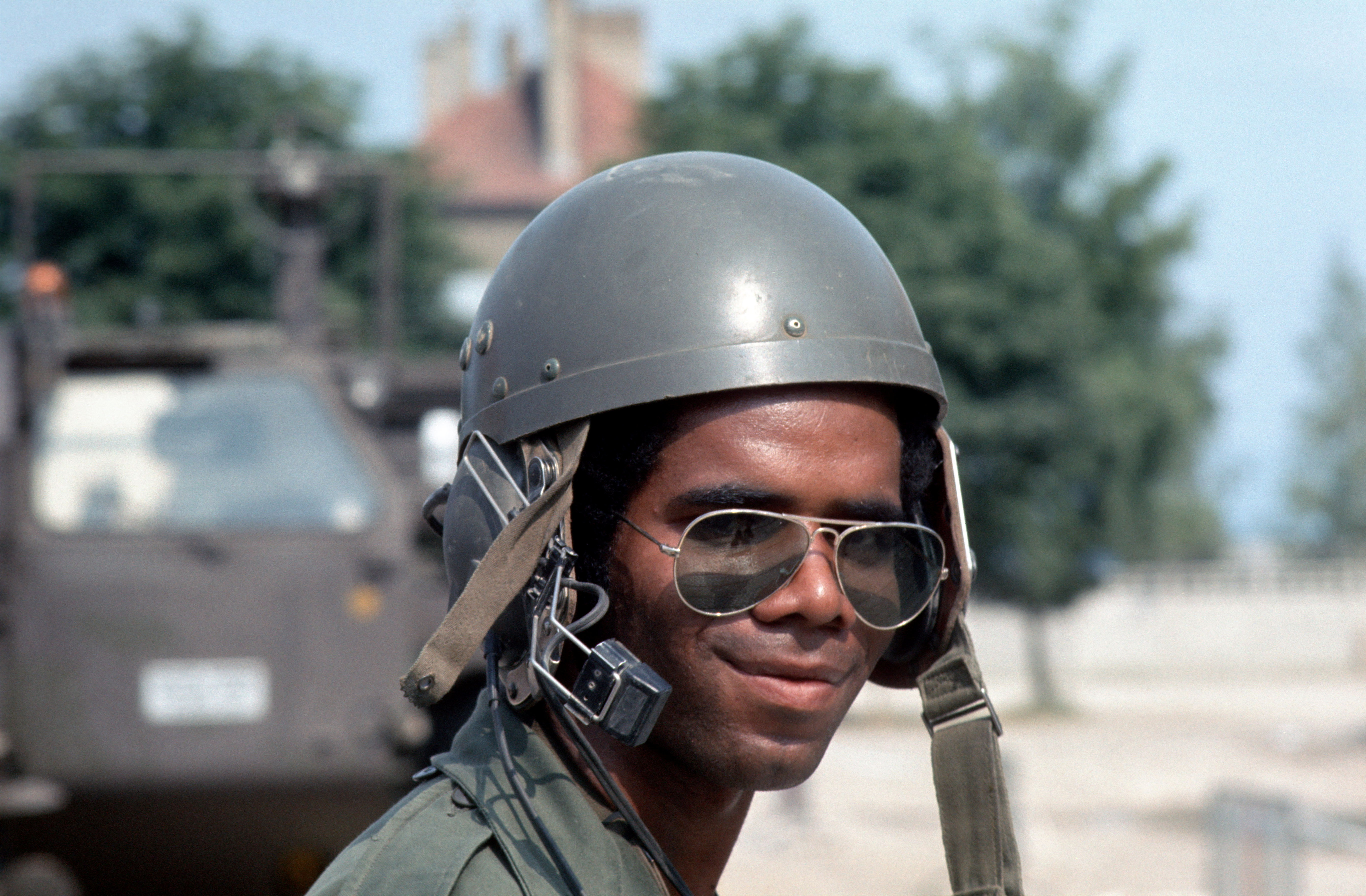
Un appelé du 9e régiment du génie en 1976 portant un sous-casque modèle 1951 pour troupes blindés, dit modèle 1965.